# キング・オブ・ザ・12ストリング・ギター
『キング・オブ・ザ・12ストリング・ギター (King of the 12-String Guitar)』 は、アメリカ合衆国のフォークとブルースのミュージシャン、レッドベリーが、1935年に録音した音源を集めたコンピレーション・アルバム。「キング・オブ・ザ・12ストリング・ギター」（「12弦ギターの王様」）とは、レッドベリーが自称したとされる彼の通称である。
アメリカ合衆国では1991年にCDがリリースされ、日本盤も同年12月12日にリリースされた。

## 収録曲
資料により曲名の表記に異同があるが、Discogsとオールミュージックで表記が異なる場合は、「(Discogsの表記/オールミュージックの表記)」で示す。
| #   | タイトル                                                                         | 作詞・作曲                                                  | 時間 |
| --- | -------------------------------------------------------------------------------- | ----------------------------------------------------------- | ---- |
| 1.  | 「荷物まとめて出ていくブルーズ (Packin' Trunk/Packin' Trunk Blues)」             | レッドベリー、アラン・ローマックス、ジョン・A・ローマックス | 2:59 |
| 2.  | 「ベッキー・ディームはばくち打ち (Becky Deam, She Was a Gamblin' Gal)」          | レッドベリー、アラン・ローマックス、ジョン・A・ローマックス | 3:06 |
| 3.  | 「もうすっかりおれはだめ (Honey, I'm All out and Down)」                         | レッドベリー、アラン・ローマックス、ジョン・A・ローマックス | 3:15 |
| 4.  | 「4日の気苦労ブルーズ (Four Day Worry Blues)」                                   | レッドベリー、アラン・ローマックス、ジョン・A・ローマックス | 3:08 |
| 5.  | 「ロバータ第1部 (Roberta Part I/Roberta, Pt. 1)」                                | レッドベリー、アラン・ローマックス、ジョン・A・ローマックス | 3:02 |
| 6.  | 「ロバータ第2部 (Roberta Part II/Roberta, Pt. 2)」                               | レッドベリー、アラン・ローマックス、ジョン・A・ローマックス | 3:06 |
| 7.  | 「死亡通知ブルース第1部 (Death Letter Blues Part I/Death Letter Blues, Pt. 1)」  | レッドベリー、アラン・ローマックス、ジョン・A・ローマックス | 3:00 |
| 8.  | 「死亡通知ブルース第2部 (Death Letter Blues Part II/Death Letter Blues, Pt. 2)」 | レッドベリー、アラン・ローマックス、ジョン・A・ローマックス | 3:13 |
| 9.  | 「キャンザス・シティ・パパ (Kansas City Papa)」                                  | レッドベリー                                                | 3:11 |
| 10. | 「フォート・ワース&ダラス・ブルーズ (Fort Worth and Dallas Blues)」              | レッドベリー、アラン・ローマックス、ジョン・A・ローマックス | 3:03 |
| 11. | 「おれの気持ち、わかっちゃいない (You Don't Know My Mind)」                      | レッドベリー                                                | 3:05 |
| 12. | 「牛追いブルーズ (Ox Drivin' Blues)」                                            | レッドベリー、アラン・ローマックス、ジョン・A・ローマックス | 2:56 |
| 13. | 「父さん、これから戻ります (Daddy I'm Coming Back to You)」                      | レッドベリー                                                | 2:51 |
| 14. | 「ちっちゃなジョージ (Shorty George)」                                           | レッドベリー、ジョン・A・ローマックス                       | 3:08 |
| 15. | 「すずめばち (Yellow Jacket)」                                                   | レッドベリー、アラン・ローマックス                          | 2:56 |
| 16. | 「結核女のブルーズ (T.B. Woman Blues/T.B. Blues)」                               | ヴィクトリア・スピヴィー                                    | 3:12 |
| 17. | 「ピッグ・ミート・パパ (Pig Meat Papa/Pigmeat)」                                 | レッドベリー                                                | 3:19 |
| 18. | 「出てったあいつ (My Baby Quit Me/My Baby Left Me)」                             | レッドベリー、アラン・ローマックス、ジョン・A・ローマックス | 2:53 |